# Pueblo abilema
El pueblo abilema habita las tierras al noroeste del lago Tanganika, al este de la República Democrática del Congo.  Se dedican a la cría de ganado y la agricultura.
Un estudio del poblamiento del lago Malawi a la altura del siglo XVI plantea un posible parentesco de los abilema con clanes bantúes sikwese, chilima, mwenekisindile y mwenefumbo venidos de las llanuras de Chipita y Karonga. También con clanes mzembe y chiluba de la región de montañas de Poca (Phoka), al sureste de Karonga.
Esta teoría sostiene que por esa época los miembros del pueblo abilema habitaban la zona del lago Malawi, ocupando las tierras conocidas como Unyakyusa, en la actual frontera entre Tanzania y Malawi. Lugar del que habrían sido desplazados hacia el lago Tanganika por la llegada del linaje iwembe que se estableció en la región.